# Антонінув (Плоцький повіт)
Антонінув (пол. Antoninów) — село в Польщі, у гміні Лонцьк Плоцького повіту Мазовецького воєводства.
Населення — 173 особи (2011).
У 1975-1998 роках село належало до Плоцького воєводства.

## Демографія
Демографічна структура станом на 31 березня 2011 року:
|          | Загалом | Допрацездатний вік | Працездатний вік | Постпрацездатний вік |
| -------- | ------- | ------------------ | ---------------- | -------------------- |
| Чоловіки | 82      | 16                 | 59               | 7                    |
| Жінки    | 91      | 18                 | 50               | 23                   |
| Разом    | 173     | 34                 | 109              | 30                   |